# Christoph Ernst Steinbach

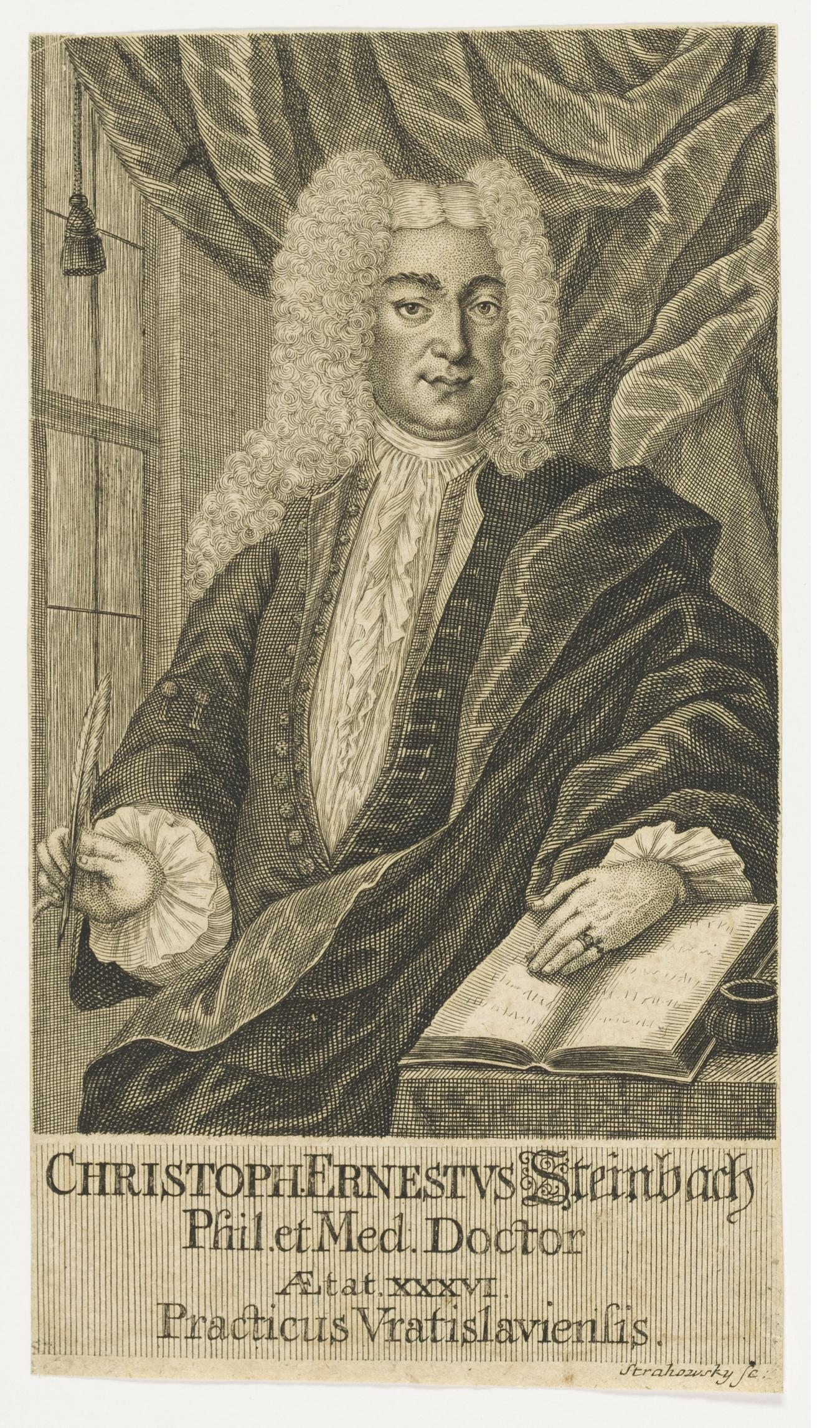
Christoph Ernst Steinbach, Kupferstich von Bartholomäus Strahowsky

Christoph Ernst Steinbach (* 24. März 1698 in Semmelwitz; † 27. Mai 1741 in Breslau; Pseudonym: Carl Ehrenfried Siebrand) war ein deutscher Arzt und Lexikograph. Steinbach begann 1720 sein Medizinstudium an der Universität Jena. Nach einer England-Reise wechselte er 1722 an die Universität Rostock und promovierte 1723. 1724 ließ er sich in Breslau nieder, wo er bis zu seinem Tod als Arzt praktizierte. Auch wegen einer persönlichen Fehde mit Johann Christoph Gottsched trat dieser 1738 aus der Leipziger Deutschen Gesellschaft aus, nachdem sie abgelehnt hatte Steinbach auszuschließen. Wohl im Ersten Schlesischen Krieg, in dem er Verwundete versorgte, steckte er sich mit Fleckfieber an, woran er bald darauf verstarb. Bekanntheit erlangte er vor allem mit seinen philologischen Werken.

## Werke
- Kurtze und gründliche Anweisung zur Deutschen Sprache vel succincta et perfecta grammatica linguae germanicae nova methodo tradita. Rostock 1724.
- Deutsches Wörterbuch vel lexicon latino-germanicum secundum methodum grammaticae ejusdem autoris. Breslau 1725.
  - wesentlich erweiterte zweite Ausgabe in zwei Bänden: Vollständiges Deutsches Wörterbuch vel lexicon germanico-latinum. Breslau 1734.
- Johann Christian Günther’s, des berühmten Schlesischen Dichters, Leben und Schriften. Breslau 1738, unter dem Pseudonym Carl Ehrenfried Siebrand.